# NGC 76
NGC 76 es una galaxia lenticular estimada a unos 325 millones de años luz de distancia en la constelación de Andrómeda. Fue descubierto por Guillaume Bigourdan en 1884 y su magnitud es de 13,1.